# サーメット
サーメット (cermet) は、金属の炭化物や窒化物など硬質化合物の粉末を金属の結合材と混合して焼結した複合材料。定義上は超硬合金と呼ばれる炭化タングステン (WC) を主成分としたものも含まれるが、これを別のものとして扱うことが多い。名称はceramics（セラミックス）とmetal（金属）からの造語である。これは、1959年にセラミックスよりは靭性の点が少し大きい工具材料として開発された。
全般的に耐熱性や耐摩耗性が高い反面、脆く欠けやすい。主に切削工具の材料として使われるほか、化学プラントの機械の部品や、高温用のノズルなどにも用いられている。
組成 (wt%) の一例としては、TiC-20TiN-15WC-10Mo2C-5Ni が挙げられる。

## 切削工具材質としてのサーメット
切削工具材質には、主に炭化チタン (TiC) や炭窒化チタン (TiCN) などのチタン化合物をニッケル (Ni) やコバルト (Co) で結合したものが多く用いられる。こうしたチタン系のサーメットは、超硬合金と比べて鉄との親和性が低く、鋼の仕上げ切削においてとくに有効とされる。そのほか、硬質化合物としては炭化ニオブ (NbC) なども用いられる。